# Plagio (ordinamento penale italiano)
Il plagio  nel diritto penale italiano era il reato previsto dall'art. 603 del codice penale, secondo cui «Chiunque sottopone una persona al proprio potere, in modo da ridurla in totale stato di soggezione, è punito con la reclusione da cinque a quindici anni». Tale norma è stata dichiarata incostituzionale dalla Corte costituzionale con la sentenza n. 96 del 9 aprile 1981. Il termine plagio deriva dal latino plagium (sotterfugio), che nel diritto romano indicava la vendita di un uomo che si sapeva essere libero come schiavo, ovvero la sottrazione tramite persuasione o corruzione di uno schiavo altrui. Si legge infatti nella citata sentenza, che

## La legislazione in Italia
In diritto penale, il plagio era il delitto, contemplato all'art. 603 del codice penale italiano, che stabiliva la pena della reclusione da 5 a 15 anni per chiunque sottoponesse "una persona al proprio potere in modo da ridurla in totale stato di soggezione".
Era stato il legislatore delegato fascista, con il codice penale, approvato nel 1930 e tuttora in vigore, a prevedere per la prima volta il reato di plagio (art. 603 c.p.) come fattispecie distinta dal reato di riduzione in schiavitù (art. 600 c.p.), contrariamente ai pareri espressi dalla Commissione parlamentare incaricata della stesura del codice, dalle Commissioni reali degli avvocati e procuratori di Napoli e Roma e dalla Corte d'Appello di Napoli. Nell'epoca repubblicana, inizialmente il reato di plagio veniva considerato un delitto equiparabile alla riduzione in schiavitù; pertanto, nell'azione del plagiario sul plagiato si doveva ravvisare l'intenzione di trarne un vantaggio. Successivamente la Corte di cassazione, il 26 maggio 1961, definì il plagio come "l'instaurazione di un rapporto psichico di assoluta soggezione del soggetto passivo al soggetto attivo".
A seguito di una eccezione di incostituzionalità, la Corte costituzionale, con la citata sentenza n. 96 dell'8 giugno 1981 (Presidente: Leonetto Amadei; redattore: Edoardo Volterra) ha sancito l'illegittimità costituzionale dell'art. 603 c.p., cancellandolo di fatto dall'ordinamento giuridico penale, in quanto contrastante "con il principio di tassatività della fattispecie contenuto nella riserva assoluta di legge in materia penale, consacrato nell'art. 25 della Costituzione". Nello specifico, secondo il professor Giovanni Flora, ordinario di diritto penale presso l'Università di Ferrara, la Corte sancì l'indeterminatezza della formulazione della fattispecie criminosa «adducendo essenzialmente l'inverificabilità del fatto contemplato dalla fattispecie, l'impossibilità comunque del suo accertamento con criteri logico-razionali, l'intollerabile rischio di arbitri dell'organo giudicante».
La sentenza afferma tra l'altro che:
(Corte Costituzionale, sentenza n. 96/1981)

### Dibattito sulla definizione di plagio psicologico
Lo psicanalista Sandro Gindro in L'oro della psicoanalisi, giudica saggia la decisione della Corte Costituzionale e sostiene che dal punto di vista psicologico l'amore debba essere considerato una forma di "plagio", così come il rapporto tra psicoterapeuta e paziente prende avvio da un "plagio". Pertanto, argomenta lo psicanalista torinese, la norma sul plagio - se non fosse stata cancellata - avrebbe potuto sanzionare dei comportamenti leciti, tutelati dai princìpi fondamentali della Costituzione.

### I casi Braibanti e Grasso
Nel 1964 la norma era stata invocata contro un artista con un passato da dirigente locale del Partito Comunista Italiano, Aldo Braibanti, che si riteneva avesse indotto due giovani, Piercarlo Toscani e Giovanni Sanfratello, diciannovenni all'epoca dei fatti, in sua dipendenza psicologica, affascinandoli con le sue idee artistiche e filosofiche ispirate al marxismo libertario di Herbert Marcuse e a una visione anarchica della vita e delle relazioni sociali: l'artista era stato arrestato il 5 dicembre 1967 e il 14 luglio 1968 era stato condannato dalla Corte d'assise di Roma a nove anni di reclusione; il 28 novembre 1969, dopo oltre un anno, la Corte d'Appello aveva ridotto la pena a quattro anni e nel 1971 la Corte di cassazione aveva confermato la condanna. Braibanti, beneficiando di uno sconto di pena per meriti resistenziali, era stato rilasciato il 12 dicembre 1969. Negli anni della rivoluzione sessuale la storia aveva suscitato clamore e generato un clima di protesta, nonché le reazioni sdegnate di Pier Paolo Pasolini, Umberto Eco, Alberto Moravia, Elsa Morante, Adolfo Gatti, Mario Gozzano, Cesare Musatti, Ginevra Bompiani nonché dei radicali di Marco Pannella. Braibanti sarà l'unico condannato nella storia italiana per il delitto di plagio.
Successivamente, infatti, la legge era stata invocata contro Emilio Grasso, sacerdote appartenente al Movimento carismatico, accusato da alcuni genitori di aver plagiato i figli minorenni. Il 2 ottobre 1978 il Giudice istruttore presso il Tribunale di Roma sollevò presso la Corte Costituzionale una questione di legittimità costituzionale dell'art. 603, palesando la possibilità che esso violasse l'art. 25 della Costituzione, mancando dei requisiti della chiarezza. La Corte, nella sentenza n. 96 del 1981, dichiarò l'incostituzionalità dell'articolo 603 del codice penale "in quanto contrasta con il principio di tassatività della fattispecie contenuto nella riserva assoluta di legge in materia penale, consacrato nell'art. 25 della Costituzione". Dopo la sentenza il sacerdote fu scagionato.

### Disegni di legge per la reintroduzione del reato di plagio
Negli ultimi decenni in Italia sono stati depositati in Parlamento diversi disegni di legge (ad esempio quello presentato alla Presidenza del Senato, nell'aprile 1988, su iniziativa dei ministri Rosa Russo Iervolino e Giuliano Vassalli) per reintrodurre il reato di plagio psicologico, ma il Parlamento ha sempre preferito non occuparsene poiché la fattispecie non è accertabile con criteri e metodi scientifici, e il reato espone il cittadino a rischi di abusi dell'autorità giudiziaria.
Il 4 marzo 2005, nel corso della XIV Legislatura, la Commissione Giustizia del Senato ha approvato un disegno di legge di iniziativa del senatore Renato Meduri, di Alleanza Nazionale, per introdurre un articolo 613-bis nel codice penale, ma l'iter di legge è rimasto bloccato.
Il testo del disegno di legge, costituito di due commi, recita:
Se il fatto è commesso nell'ambito di un gruppo che promuove o pratica attività finalizzate a creare o sfruttare la dipendenza psicologica o fisica delle persone che vi partecipano, ovvero se il colpevole ha agito al fine di commettere un reato, le pene di cui al primo comma sono aumentate da un terzo alla metà»
Esponenti del mondo cattolico e protestante, insieme a vari studiosi di diritto hanno manifestato preoccupazione per un'eventuale approvazione del disegno di legge in questione, specificamente riguardo ai rischi che tale norma comporterebbe in materia di libertà religiosa.

In un ordine del giorno del 30 maggio 2005 la Commissione delle chiese evangeliche per i rapporti con lo Stato (Ccers) ribadiva 
Anche Donatella Poretti, dell'Associazione per i Diritti degli Utenti e Consumatori, criticava la proposta di legge come una «legge contro la religione». In un passo del suo articolo, pubblicato sul sito dell'ADUC, sostiene che tale legge colpirebbe i monasteri e i conventi, ironizzando sulle regole, specialmente di natura sessuale, che li caratterizzano:
Vincenzo Donvito, presidente ADUC, lanciò un appello ai parlamentari perché impedissero l'approvazione del disegno di legge sulla manipolazione mentale, paventando il rischio che potesse essere usata per ledere i diritti dei cittadini alla diversità.
D'altra parte il dottor Francesco De Fazio, direttore dell'Istituto di medicina legale, della Scuola di specializzazione in medicina legale e della Scuola di specializzazione in criminologia clinica dell'Università di Modena, ritiene che seppure la Corte costituzionale abbia cancellato il reato, il concetto di plagio in sé resta una realtà nell'ambito dei rapporti interpersonali, lamentando vuoti di tutela della salute psichica, minacciata, ad es., nei casi di conversione a gruppi religiosi socialmente pericolosi.

## La manipolazione mentale in altri ordinamenti
In paesi quali Francia, Spagna e Belgio, esistono norme sulla "manipolazione mentale". Tali disposizioni sono state oggetto di critiche anche da parte delle religioni maggioritarie, che intravedono in esse un pericolo per la libertà religiosa. Infatti movimenti e organizzazioni integrati nelle religioni maggioritarie - quali Opus Dei, Legionari di Cristo, Rinnovamento nello Spirito, Focolarini, Cammino Neocatecumenale, Comunione e Liberazione - sono stati talora accusati di costituire realtà settarie pericolose per gli aderenti.
Negli ordinamenti anglosassoni non esiste un crimine equiparabile al plagio dell'ordinamento italiano. In un articolo pubblicato sulla rivista di scienze giuridiche American Bar Association Journal nel 1971, Albert Borowitz, avvocato e studioso statunitense di storia del diritto penale, propose l'espressione "psychological kidnapping" (rapimento psicologico o sequestro psicologico) come tentativo di traduzione in inglese del termine italiano di plagio psicologico. Nello stesso articolo, l'autore accosta il concetto di plagio al concetto inglese di "brainwashing" rilevando come fenomeni di persuasione coercitiva si osservino indistintamente nei campi di concentramento, nelle carceri, nei seminari religiosi, nel rapporto tra paziente e psicoterapeuta o anche solo, più semplicemente, nei rapporti amorosi o nei rapporti tra genitori e figli.

### Sentenza della Corte Costituzionale e studi giuridici
- Sentenza 9 aprile 1981, n. 96 della Corte Costituzionale, depositata l'8 giugno 1981.
- Coppi, Plagio, in Enc. dir., 943 s.
- Flick, La tutela della personalità nel delitto di plagio, Milano, 1972, 159 s.
- Giur. Cost. 1981, I, 806 s. con nota di Grasso (P.G.) (Controllo sulla rispondenza alla realtà empirica delle previsioni legali di reato).
- Riv. it., 1981, 1147 s., con nota di Boscarelli (A proposito del principio di tassatività).
- Tursi, Principi costituzionali e reato di plagio, Arch. pen., 1969, Il, 344 s.
- Zuccalà, Il plagio nel sistema italiano di tutela della libertà. Riv. it., 1972, 380 s.
- Lorenzo Picotti, I delitti di tratta e schiavitù. Novità e limiti della Legislazione Italiana[collegamento interrotto].

### Il caso Braibanti
- Anonimo, La sentenza Braibanti, De Donato, Bari 1969. Esame della vicenda, in ottica innocentista.
- Alberto Moravia, Umberto Eco, Adolfo Gatti, Mario Gozzano, Cesare Musatti, Ginevra Bompiani, Sotto il nome di plagio, Bompiani, Milano 1969. Interventi politici di intellettuali italiani a favore di Braibanti.
- Gabriele Ferluga, Il processo Braibanti, Silvio Zamorani editore, Torino 2003, ISBN 88-7158-116-4. Monografia sul caso Braibanti, che riesamina il caso in una prospettiva storico-politica.
- Virginia Finzi Ghisi, Il caso Braibanti ovvero un processo di famiglia, s.l., ma Milano, Libreria Feltrinelli, 1968.
- Il processo Braibanti. Il sito più completo disponibile online, con pagine dedicate ai singoli protagonisti e una piccola rassegna stampa.
- Felix Cossolo, Il caso Aldo Braibanti, Lambda (rivista), 1979. Intervista, da una delle prime riviste gay italiane.
- Sotto il nome di plagio: il processo Braibanti Archiviato il 4 giugno 2006 in Internet Archive.. Intervista a Gabriele Ferluga.
- Il caso Braibanti: nel nome del plagio, processo all'omosessualità, di Maria Serena Palieri

### Plagio come manipolazione mentale e lavaggio del cervello
- Aletti. M. (Ed.) Psicoterapia o Religione? Nuovi fenomeni e movimenti religiosi alla luce della psicologia, Roma, LAS, 1994
- Aletti, M., & Alberico, C. (1999). Tra brainwashing e libera scelta. Per una lettura psicologica dell'affiliazione ai Nuovi Movimenti Religiosi. In M. Aletti & G. Rossi (Eds.), Ricerca di sé e trascendenza. Approcci psicologici all'identità religiosa in una società pluralista (pp. 243–252). Torino: Centro Scientifico Editore.
- Hood, R. W., Jr., Spilka, B., Hunsberger, B., & Gorsuch, R. (1996). Trad. it. Psicologia della religione. Prospettive psicosociali ed empiriche. Torino. Centro Scientifico Editore, 2001.
- Massimo Introvigne, Il lavaggio del cervello: realtà o mito?, Torino, Elledici,Leumann, 2002.
- M. Di Fiorino, La persuasione socialmente accettata, il plagio e il lavaggio del cervello, Forte dei Marmi, Psichiatria e Territorio vol. I, 1990.
- Vittorio Giorgini, Le religioni plagiano. «Lettera agli intellettuali», Sacco, 2007. ISBN 88-89584-60-2